# Nekrolog 4. Quartal 1936
Nekrolog
◄◄
| ◄
| 1932
| 1933
| 1934
| 1935
| 1936 | 1937 | 1938 | 1939 | 1940 | ► | ►►
1. Quartal |
2. Quartal |
3. Quartal |
4. Quartal 1936
Weitere Ereignisse | Allgemeiner Nekrolog 1936
Die Beschreibung der verstorbenen Person sollte so kurz wie möglich gehalten sein und nur deren signifikante Tätigkeit(en) enthalten.
Neue Namen ggf. auch unter dem Geburts- und Sterbedatum, also etwa unter 1. Januar und im Geburts- und Sterbejahr (2024) eintragen (nur bei entsprechender großer Wichtigkeit). Für Beispiele siehe die schon vorhandenen Artikel.
Außerdem über die fünf zuletzt Verstorbenen, zu denen es einen ausreichend guten Artikel für eine Präsentation auf der Hauptseite gibt, nach der todesbedingten Überarbeitung der Artikel ggf. auch unter Wikipedia Diskussion:Hauptseite informieren und sie am besten auch in den anderen Wikipedia-Sprachversionen eintragen. Tipp: Regelmäßig bei news.google.de nach „ist tot“, „gestorben“ oder „verstorben“ suchen.
Wenn eine Person gestorben ist, gibt es viele Seiten zu dieser Person in der Wikipedia, die davon auch betroffen sind und entsprechend aktualisiert werden müssen. Beispiele: Namenübersichtsseite, Geburtsjahr, Geburtsort-Seiten und viele mehr.
Wie finde ich die betroffenen Seiten?
Im Suchfeld auf der linken Seite gibt man den Suchbegriff so ein: „Vorname Nachname“. Dann klickt man auf Volltext und alle Seiten mit entsprechendem Suchtext werden aufgerufen. Hier sieht man dann schnell, wo auch das Todesjahr Sinn macht oder sogar ein Teil des Artikels angepasst werden muss. Auch hilft das „Werkzeug“ auf der linken Seite sehr gut, um solche Seiten aufzufinden: „Links auf diese Seite“. Somit ist die Wikipedia wieder aktuell in allen Bereichen! Hinweis: bei Eintragung der Kategorie „Gestorben JAHR“ wird der Missbrauchsfilter 49 ausgelöst, was jedoch nicht schlimm ist. Siehe: Spezial:Missbrauchsfilter/49
Dies ist eine Liste von im vierten Quartal 1936 verstorbenen bekannten Persönlichkeiten. Die Einträge erfolgen innerhalb der einzelnen Daten alphabetisch sortiert. Tiere sind im Nekrolog für Tiere zu finden.

## Oktober
| Tag         | Name                                 | Beruf, bekannt als | Alter | Beleg |
| ----------- | ------------------------------------ | --- | ----- | ----- |
| 1. Oktober  | Matthias Koch                        | schwäbischer Heimatdichter und Mundartautor                                                                            | 76    |       |
| 1. Oktober  | Louis Thomas McFadden                | US-amerikanischer Politiker                                                                                            | 60    |       |
| 1. Oktober  | Oskar Oehler                         | deutscher Klarinettist und Musikinstrumentenbauer                                                                      | 78    |       |
| 2. Oktober  | Emil Cardinaux                       | Schweizer Maler und Plakatkünstler                                                                                     | 58    |       |
| 2. Oktober  | Alfred C. Chapin                     | US-amerikanischer Politiker                                                                                            | 88    |       |
| 2. Oktober  | Wilhelm Kubitschek                   | österreichischer Althistoriker, klassischer Archäologe und Numismatiker                                                | 78    |       |
| 2. Oktober  | Georg Löbsack                        | deutscher Schriftsteller und Journalist                                                                                | 43    |       |
| 2. Oktober  | Hans Spangenberg                     | deutscher Archivar und Mittelalterhistoriker                                                                           | 68    |       |
| 2. Oktober  | Hans Stichel                         | deutscher Eisenbahnbeamter und Biologe                                                                                 | 74    |       |
| 2. Oktober  | Juho Sunila                          | finnischer Politiker, Mitglied des Reichstags und Ministerpräsident                                                    | 61    |       |
| 2. Oktober  | Hugues Vaganay                       | französischer Bibliothekar, Romanist und Literaturwissenschaftler                                                      | 66    |       |
| 3. Oktober  | Otto Brennecke                       | deutscher Politiker (SPD) und Gewerkschafter                                                                           | 53    |       |
| 3. Oktober  | William Parks                        | kanadischer Geologe und Paläontologe                                                                                   | 67    |       |
| 3. Oktober  | Samuel Rinnah Van Sant               | US-amerikanischer Politiker und Gouverneur des Bundesstaates Minnesota (1901–1905)                                     | 92    |       |
| 3. Oktober  | Hermann Wendel                       | deutscher Historiker, Balkanforscher, Journalist, Schriftsteller und Politiker (SPD), MdR                              | 52    |       |
| 4. Oktober  | Günther von Hohnhorst                | deutscher Verwaltungsbeamter und Rittergutsbesitzer                                                                    | 73    |       |
| 4. Oktober  | Wilhelm Meyer-Lübke                  | Schweizer Romanist und Sprachwissenschaftler                                                                           | 75    |       |
| 4. Oktober  | Privat Livemont                      | belgischer Künstler des Jugendstils                                                                                    | 74    |       |
| 5. Oktober  | Gustav Erlemann                      | deutscher Komponist, Pädagoge und Musiktheoretiker                                                                     | 60    |       |
| 5. Oktober  | James Nesser                         | luxemburgischer Ordensgeistlicher, römisch-katholischer Missionar                                                      | 78    |       |
| 5. Oktober  | Jan Jacob Slauerhoff                 | niederländischer Schriftsteller                                                                                        | 38    |       |
| 5. Oktober  | Zygmunt Waliszewski                  | polnischer Maler | 38    |       |
| 5. Oktober  | Rudolf Wilckens                      | deutscher Paläontologe und Geologe                                                                                     | 51    |       |
| 6. Oktober  | Charles Edward Adams                 | US-amerikanischer Politiker                                                                                            | 69    |       |
| 6. Oktober  | Gyula Gömbös                         | ungarischer General und Politiker                                                                                      | 49    |       |
| 6. Oktober  | Willy Scheinhardt                    | deutscher Sozialdemokrat, Gewerkschafter und Widerstandskämpfer gegen den Nationalsozialismus                          | 44    |       |
| 6. Oktober  | George Vivian                        | kanadischer Sportschütze                                                                                               | 64    |       |
| 6. Oktober  | Heinrich Wiltberger                  | deutscher Jurist und Politiker, MdR                                                                                    | 63    |       |
| 7. Oktober  | Richard Bärtling                     | deutscher Geologe | 57    |       |
| 7. Oktober  | Matisyahu Kovalsky                   | Schauspieler | 56    |       |
| 7. Oktober  | Alois Mayer                          | deutscher Bildhauer | 81    |       |
| 7. Oktober  | Georg von Schulpe                    | Schriftsteller und Sozialreformer                                                                                      | 69    |       |
| 7. Oktober  | Eugen Speer                          | deutscher Politiker (NSDAP); Bürgermeister von Radolfzell am Bodensee                                                  | 49    |       |
| 8. Oktober  | Valère Bernard                       | französischer Künstler und Schriftsteller okzitanischer Sprache                                                        | 76    |       |
| 8. Oktober  | Rhodes Browne                        | US-amerikanischer Unternehmer und Politiker                                                                            | 71    |       |
| 8. Oktober  | Cheiro                               | irischer Okkultist und Autor                                                                                           | 69    |       |
| 8. Oktober  | Max von Diringshofen                 | preußischer Generalleutnant                                                                                            | 80    |       |
| 8. Oktober  | Hugo Hardy                           | deutscher Tennisspieler und Jurist                                                                                     | 59    |       |
| 8. Oktober  | Nikolaus Kirsch-Puricelli            | deutscher Industrieller                                                                                                | 69    |       |
| 8. Oktober  | Ahmed Tevfik Pascha                  | osmanischer Großwesir                                                                                                  | 91    |       |
| 8. Oktober  | Premchand                            | indischer Schriftsteller                                                                                               | 56    |       |
| 8. Oktober  | Karl Thumm                           | deutscher Apotheker und Chemiker                                                                                       | 68    |       |
| 9. Oktober  | Otto Behaghel                        | deutscher germanistischer Mediävist und Hochschullehrer                                                                | 82    |       |
| 9. Oktober  | Alan Blakeway                        | britischer Klassischer Archäologe                                                                                      | 38    |       |
| 9. Oktober  | Hugo Daffner                         | deutscher Komponist, Schriftsteller, Arzt und Journalist                                                               | 54    |       |
| 9. Oktober  | Ulrich Hoffmann                      | königlich-preußischer Generalmajor                                                                                     | 70    |       |
| 9. Oktober  | Emil Artur Longen                    | tschechischer Regisseur, Drehbuchautor, Dramaturg, Schriftsteller, Maler und Schauspieler                              | 51    |       |
| 9. Oktober  | Friedrich von Oppeln-Bronikowski     | deutscher Schriftsteller, Übersetzer, Herausgeber und Kulturhistoriker                                                 | 63    |       |
| 10. Oktober | Johannes Bischoff                    | deutscher Opernsänger (Bassbariton), Theaterschauspieler und -regisseur                                                | 62    |       |
| 10. Oktober | William Voris Gregory                | US-amerikanischer Jurist und Politiker                                                                                 | 58    |       |
| 10. Oktober | János Hock                           | ungarischer katholischer Priester, Schriftsteller und Politiker                                                        | 76    |       |
| 10. Oktober | Luigi Maria Ugolini                  | italienischer Archäologe                                                                                               |       |       |
| 11. Oktober | Jean Durand                          | französischer Arzt und Politiker                                                                                       | 71    |       |
| 11. Oktober | Nikolai Afanassjewitsch Karew        | sowjetischer Philosoph, Opfer des Stalinismus                                                                          | 35    |       |
| 11. Oktober | Richard Nübling                      | deutscher Ingenieur | 56    |       |
| 12. Oktober | Benno von Achenbach                  | Begründer der deutschen Kutschfahrkunst                                                                                | 75    |       |
| 12. Oktober | Jan Bašta                            | tschechischer Ingenieur und Forscher                                                                                   | 76    |       |
| 12. Oktober | Edwin Blashfield                     | amerikanischer Maler und Wandmaler                                                                                     | 87    |       |
| 12. Oktober | Charles H. Stearns                   | US-amerikanischer Politiker und Geschäftsmann                                                                          | 82    |       |
| 12. Oktober | Karl August Werner                   | Oberreichsanwalt | 60    |       |
| 13. Oktober | Godfrey Collins                      | britischer Politiker                                                                                                   | 61    |       |
| 14. Oktober | Willem van Blijenburgh               | niederländischer Fechter                                                                                               | 55    |       |
| 14. Oktober | Luis Cerrilla                        | mexikanischer Fußballspieler                                                                                           | 30    |       |
| 14. Oktober | Ermenegildo Antonio Donadini         | österreichisch-deutscher Maler, Restaurator und Fotograf, königlich sächsischer Hofrat                                 | 89    |       |
| 14. Oktober | Robert Hopfelt                       | deutscher Ingenieur und Unternehmer                                                                                    | 66    |       |
| 14. Oktober | Max Suter                            | Schweizer Radrennfahrer                                                                                                | 41    |       |
| 15. Oktober | Alois Baeran                         | deutscher Jurist und Politiker                                                                                         | 64    |       |
| 15. Oktober | William Egbert                       | kanadischer Politiker und Mediziner                                                                                    | 79    |       |
| 15. Oktober | George Francis Hampson               | britischer Entomologe                                                                                                  | 76    |       |
| 15. Oktober | Karl Friedrich Küstner               | deutscher Astronom | 80    |       |
| 15. Oktober | Frieda Rosenthal                     | deutsche Politikerin, Bezirks- und Stadtverordnete von Berlin                                                          | 45    |       |
| 15. Oktober | Ludwig Schneller                     | Schweizer Politiker (CVP)                                                                                              | 57    |       |
| 16. Oktober | Heinrich Kochendörffer               | deutscher Historiker und Archivar                                                                                      | 56    |       |
| 16. Oktober | Franz Schlunk                        | deutscher Kaufmann, Politiker (CSP, DNVP), MdBB und Bremer Senator                                                     | 64    |       |
| 16. Oktober | Ulrich Wendt                         | deutscher Baubeamter und Direktor der Reichsdruckerei                                                                  | 81    |       |
| 17. Oktober | Joseph Ambühl                        | Schweizer Geistlicher, Bischof von Basel                                                                               | 63    |       |
| 17. Oktober | Suzanne Bianchetti                   | französische Schauspielerin                                                                                            | 47    |       |
| 17. Oktober | Henri Calame                         | Schweizer Politiker | 69    |       |
| 17. Oktober | Samuel Merwin                        | US-amerikanischer Journalist, Schriftsteller und Drehbuchautor                                                         | 62    |       |
| 17. Oktober | Franz Schiftan                       | deutscher Landwirt und Politiker (Deutsche Volkspartei)                                                                | 66    |       |
| 17. Oktober | Giuseppe Sergi                       | italienischer Anthropologe                                                                                             | 95    |       |
| 17. Oktober | Rudolph Stratz                       | deutscher Romanschriftsteller                                                                                          | 71    |       |
| 18. Oktober | Martin Gruber                        | deutscher Politiker (SPD), MdR                                                                                         | 70    |       |
| 18. Oktober | Richard Rösch                        | deutscher Kommunalpolitiker und Journalist                                                                             | 62    |       |
| 18. Oktober | Karl Springer                        | deutscher Bergmann, Gewerkschafter, Journalist und Widerstandskämpfer                                                  | 41    |       |
| 19. Oktober | Fritz Freund                         | deutscher Maler | 77    |       |
| 19. Oktober | Lu Xun                               | chinesischer Schriftsteller und Leitfigur der modernen, chinesischen Literatur                                         | 55    |       |
| 19. Oktober | Rudolf Stempel                       | deutscher Pfarrer, Mitarbeiter Innere Mission, Lehrer, Märtyrer der Evangelischen Kirche                               | 57    |       |
| 20. Oktober | Georg Cleinow                        | deutscher Publizist, Autor und Politiker; Vorsitzender der »Vereinigten Volksräte der Provinzen Posen und Westpreußen« | 63    |       |
| 20. Oktober | Hannes Maria Flach                   | deutscher Fotograf | 35    |       |
| 20. Oktober | Anton Reckziegel                     | österreichischer Maler                                                                                                 | 71    |       |
| 20. Oktober | Paul Schneider                       | deutscher Jurist und Politiker                                                                                         | 64    |       |
| 20. Oktober | William Johnson Sollas               | britischer Geologe | 87    |       |
| 20. Oktober | Anne Sullivan Macy                   | US-amerikanische Pädagogin, Lehrerin von Helen Keller                                                                  | 70    |       |
| 21. Oktober | Johann Bär                           | deutscher Politiker | 81    |       |
| 21. Oktober | Ludwig Eid                           | Priester, Oberstudienrat pfalz-bayerischer Historiker, Autor                                                           | 71    |       |
| 21. Oktober | Zoltán Eötvös                        | ungarischer Eisschnellläufer                                                                                           | 45    |       |
| 21. Oktober | Adolf Kirchl                         | österreichischer Chorkomponist                                                                                         | 78    |       |
| 21. Oktober | Franz Schöchtner                     | österreichischer Politiker (GdP), Abgeordneter zum Nationalrat                                                         | 55    |       |
| 21. Oktober | Paul Wolters                         | klassischer Archäologe                                                                                                 | 78    |       |
| 22. Oktober | James J. Couzens                     | US-amerikanischer Manager und Politiker                                                                                | 64    |       |
| 22. Oktober | Eberhard Encke                       | deutscher Bildhauer und Medailleur                                                                                     | 54    |       |
| 22. Oktober | Enrique Paschen                      | deutscher Pathologe und Erstbeschreiber des Pockenvirus Variola                                                        | 75    |       |
| 22. Oktober | Ernest Pollock, 1. Viscount Hanworth | britischer Jurist und Politiker                                                                                        | 74    |       |
| 22. Oktober | Carl Johannes Schlenker              | deutscher Uhrmacher und Unternehmer                                                                                    | 75    |       |
| 22. Oktober | Arthur Augustus Zimmerman            | US-amerikanischer Radrennfahrer                                                                                        | 67    |       |
| 23. Oktober | Johann Eibach                        | deutscher Politiker, Landtagsabgeordneter im Großherzogtum Hessen                                                      | 77    |       |
| 23. Oktober | Friedrich Christoph Hausmann         | österreichisch-deutscher Bildhauer                                                                                     | 76    |       |
| 23. Oktober | Hermann Schöndorff                   | deutscher Unternehmer und Kommerzienrat                                                                                | 68    |       |
| 24. Oktober | August Herbart                       | deutscher Mundartdichter                                                                                               | 84    |       |
| 24. Oktober | Solomon Karpen                       | US-amerikanischer Unternehmer                                                                                          | 78    |       |
| 24. Oktober | André Malet                          | französischer Trappistenabt, Theologe und Autor                                                                        | 73    |       |
| 24. Oktober | Salomon Marx                         | deutscher Industrieller, Bankier und Politiker                                                                         | 70    |       |
| 24. Oktober | August Scharrer                      | deutscher Dirigent und Komponist                                                                                       | 70    |       |
| 25. Oktober | Alois Riedler                        | österreichischer Maschinenbauingenieur und Konstrukteur                                                                | 86    |       |
| 25. Oktober | Hippolyt Saurer                      | Schweizer Fabrikant | 58    |       |
| 25. Oktober | Knud Wefald                          | US-amerikanischer Politiker                                                                                            | 66    |       |
| 26. Oktober | Erich von Flügge                     | deutscher Verwaltungsbeamter und Rittergutsbesitzer                                                                    | 78    |       |
| 26. Oktober | Rodney Heath                         | australischer Tennisspieler                                                                                            | 52    |       |
| 26. Oktober | Eugen Gottlob Winkler                | deutscher Autor | 24    |       |
| 27. Oktober | Alexander Brenner                    | österreichischer Arzt                                                                                                  | 77    |       |
| 27. Oktober | Arno Theodor Kunath                  | deutscher Turnlehrer und Sportschriftsteller                                                                           | 72    |       |
| 27. Oktober | Thomas Edward Penard                 | surinamisch-US-amerikanischer Elektroingenieur und Ornithologe                                                         | 58    |       |
| 28. Oktober | Fjodor Andrejewitsch Schtscherbina   | ukrainischer Statistiker, Sozialhistoriker und Politiker im Russischen Kaiserreich                                     | 87    |       |
| 29. Oktober | Otto Immisch                         | deutscher Klassischer Philologe                                                                                        | 74    |       |
| 29. Oktober | Ramiro Ledesma                       | spanischer Politiker                                                                                                   | 31    |       |
| 29. Oktober | Ramiro de Maeztu                     | spanischer Journalist, Literaturkritiker und politischer Theoretiker                                                   | 61    |       |
| 29. Oktober | Tobias Norris                        | kanadischer Politiker                                                                                                  | 75    |       |
| 29. Oktober | Karl Seidenstücker                   | deutscher Buddhist, Autor und Übersetzer                                                                               | 60    |       |
| 30. Oktober | David Murray Anderson                | britischer Admiral und Kolonialgouverneur (Neufundland, New South Wales)                                               | 72    |       |
| 30. Oktober | Jafar al-Askari                      | Offizier und irakischer Politiker                                                                                      | 51    |       |
| 30. Oktober | Rudolf von Chavanne                  | österreichischer General der Infanterie                                                                                | 86    |       |
| 30. Oktober | Ferdynand Ruszczyc                   | polnischer Maler und Grafiker                                                                                          | 65    |       |
| 30. Oktober | Johannes Scheifes                    | römisch-katholischer Priester und Weihbischof in Münster                                                               | 73    |       |
| 30. Oktober | Franz von Segesser von Brunegg       | Schweizer römisch-katholischer Geistlicher und Pädagoge                                                                | 82    |       |
| 30. Oktober | Gudmand Stork                        | grönländischer Landesrat                                                                                               | 61    |       |
| 30. Oktober | Lorado Taft                          | US-amerikanischer Bildhauer und Schriftsteller                                                                         | 76    |       |
| 30. Oktober | Hildegard Voigt                      | deutsche Schriftstellerin                                                                                              | 79    |       |
| 30. Oktober | Gustav Winter                        | deutscher Politiker | 54    |       |
| 31. Oktober | Johannes Bumüller                    | katholischer Priester, Dorfpfarrer und Anthropologe                                                                    | 63    |       |
| 31. Oktober | Johannes von Busse                   | preußischer Generalleutnant                                                                                            | 74    |       |
| 31. Oktober | Ignacy Daszyński                     | polnischer Politiker, Mitglied des Sejm und Ministerpräsident Polens                                                   | 70    |       |
| 31. Oktober | Friedrich Endemann                   | deutscher Jurist und Hochschullehrer                                                                                   | 79    |       |
| 31. Oktober | Leo Prochownik                       | deutscher Figuren-, Landschafts- und Marinemaler, Radierer und Illustrator                                             | 61    |       |
|             | Ephraim Carlebach                    | deutscher Rabbiner, Lehrer                                                                                             | 57    |       |
|             | Reinhard Goering                     | deutscher Schriftsteller                                                                                               | 49    |       |
|             | Albert Maas                          | deutscher Sport- und Theaterarzt                                                                                       | 48    |       |

## November
| Tag          | Name                                  | Beruf, bekannt als | Alter | Beleg |
| ------------ | ------------------------------------- | --- | ----- | ----- |
| 1. November  | Richard Arauner                       | deutscher NS-Agrarfunktionär und SS-Oberführer                                                                             | 34    |       |
| 1. November  | Wilhelm Caspari                       | deutscher Jurist und Berliner Lokalpolitiker                                                                               | 62    |       |
| 1. November  | Ludwig Koch                           | deutscher Jesuit und Historiker                                                                                            | 58    |       |
| 1. November  | Lucia True Ames Mead                  | US-amerikanische Pazifistin und Feministin                                                                                 | 80    |       |
| 2. November  | Ernst Albert                          | Lübecker Entomologe, Schauspieler und Stadtoriginal                                                                        | 77    |       |
| 2. November  | Martin Lowry                          | englischer Chemiker | 62    |       |
| 2. November  | Julius Pupp                           | böhmischer Hotelier und Eigentümer des Grandhotel Pupp in Karlsbad                                                         | 66    |       |
| 3. November  | Paul Baumm                            | deutscher Arzt | 75    |       |
| 3. November  | Ludwig Knortz                         | deutscher Architekt | 57    |       |
| 3. November  | Dezső Kosztolányi                     | ungarischer Schriftsteller, Dichter, Journalist und Übersetzer                                                             | 51    |       |
| 3. November  | Josef Adolf Lang                      | österreichischer Journalist und Schriftsteller                                                                             | 62    |       |
| 3. November  | Hermann von Strantz                   | preußischer General der Infanterie                                                                                         | 83    |       |
| 3. November  | Vojislav Vujović                      | jugoslawischer Kommunist                                                                                                   |       |       |
| 3. November  | Joseph Whitaker                       | sizilianisch-britischer Ornithologe, Archäologe und Sportler                                                               | 86    |       |
| 4. November  | Etkar André                           | deutscher Widerstandskämpfer, Politiker (KPD), MdHB, Antifaschist                                                          | 42    |       |
| 4. November  | Riccardo Bianchi                      | italienischer Ingenieur und Eisenbahnmanager                                                                               | 82    |       |
| 5. November  | Erwin Dirr                            | deutscher Politiker (NSDAP)                                                                                                | 37    |       |
| 5. November  | Leopold Forstner                      | österreichischer Mosaik- und Glaskünstler des Jugendstils                                                                  | 58    |       |
| 5. November  | Nathan E. Kendall                     | US-amerikanischer Politiker                                                                                                | 68    |       |
| 5. November  | Charles Sanford Terry                 | britischer Historiker und Bachforscher                                                                                     | 72    |       |
| 6. November  | Ferdinand Brütt                       | deutscher Maler | 87    |       |
| 6. November  | Littleton Groom                       | australischer Politiker und Außenminister                                                                                  | 69    |       |
| 6. November  | Theodor Heymann                       | deutscher Unternehmer und konservativer Politiker, MdL (Königreich Sachsen)                                                | 83    |       |
| 6. November  | Sebastian Schlittenbauer              | deutscher Politiker (BVP), MdR                                                                                             | 62    |       |
| 6. November  | Georg Jakob Wolf                      | deutscher Kunsthistoriker und Schriftsteller                                                                               | 54    |       |
| 7. November  | Karl Wetaschek                        | österreichischer Militärkapellmeister                                                                                      | 76    |       |
| 8. November  | Franz Altenbacher                     | österreichischer Politiker (Großdeutsche Vereinigung, Großdeutsche Volkspartei), Abgeordneter zum Nationalrat              | 74    |       |
| 8. November  | Joseph D. Beck                        | US-amerikanischer Politiker                                                                                                | 70    |       |
| 8. November  | George W. Cromer                      | US-amerikanischer Politiker                                                                                                | 80    |       |
| 8. November  | Katharina Graf                        | österreichische Politikerin (SDAP), Landtagsabgeordneter, Mitglied des Bundesrates                                         | 63    |       |
| 8. November  | Victor Lardanchet                     | französischer Rugbyspieler                                                                                                 | 72    |       |
| 8. November  | Emma Müller-Vogt                      | Schweizer Frauenrechtlerin                                                                                                 | 83    |       |
| 8. November  | Walter Reimann                        | deutscher Maler, Filmarchitekt und Drehbuchautor                                                                           | 49    |       |
| 8. November  | Karl Scheel                           | deutscher Physiker | 70    |       |
| 9. November  | June Caprice                          | US-amerikanische Schauspielerin                                                                                            | 40    |       |
| 9. November  | Georg Sparrer                         | deutscher Politiker (DDP), MdR                                                                                             | 59    |       |
| 9. November  | Karl Stingl                           | deutscher Ingenieur, Verwaltungsbeamter und Politiker (BVP)                                                                | 72    |       |
| 10. November | Louis-Gustave Binger                  | französischer Offizier und Afrikaforscher                                                                                  | 80    |       |
| 10. November | Samuel McBride                        | 41. Bürgermeister von Toronto                                                                                              | 70    |       |
| 10. November | Gottlob Moritz Nathusius              | deutscher Fabrikant | 60    |       |
| 11. November | Eugen Gebeschus                       | deutscher Jurist, Bürgermeister von Höchst am Main und Oberbürgermeister von Hanau                                         | 80    |       |
| 11. November | Edward German                         | englischer Komponist und Dirigent                                                                                          | 74    |       |
| 11. November | Chester Harding                       | US-amerikanischer Heeresoffizier und Gouverneur der Panamakanalzone                                                        | 69    |       |
| 11. November | Robert John Kennedy                   | britischer Botschafter | 84    |       |
| 11. November | Peter Michelsen                       | deutscher Politiker (SPD), MdR                                                                                             | 69    |       |
| 11. November | Josef Redlich                         | österreichischer Jurist, Historiker und Politiker, Abgeordneter zum Nationalrat                                            | 67    |       |
| 11. November | Osias Thon                            | Rabbiner und zionistischer Politiker, Mitglied des Sejm                                                                    | 66    |       |
| 12. November | Patrick Henry Bruce                   | US-amerikanischer Maler des Kubismus                                                                                       | 55    |       |
| 12. November | Johann Deubner                        | deutsch-russischer römisch-katholischer Geistlicher und Märtyrer                                                           |       |       |
| 12. November | Ludwig Freese                         | deutscher Architekt und Geheimer Oberbaurat                                                                                | 77    |       |
| 12. November | Stefan Grabiński                      | polnischer Schriftsteller und Autor von Horrorliteratur                                                                    | 49    |       |
| 12. November | Ludwig Stenglein                      | bayerischer Jurist | 66    |       |
| 12. November | Rudolf Wihr                           | deutscher Lehrer und Heimatforscher                                                                                        | 51    |       |
| 14. November | Georg von Craushaar                   | deutscher Kreishauptmann und Rittergutsbesitzer                                                                            | 85    |       |
| 15. November | Gerard Johan Staal                    | niederländischer Beamter und Kolonialgouverneur                                                                            | 66    |       |
| 16. November | Alfred E. Aarons                      | US-amerikanischer Komponist, Theaterproduzent, Theaterdirektor, Liedtexter und musikalischer Leiter am Broadway            | 71    |       |
| 16. November | Albin Kutschbach                      | deutscher Schriftsteller, Druckereibesitzer und Politiker, MdR                                                             | 83    |       |
| 16. November | Louis-Joseph Maurin                   | französischer Kardinal und Erzbischof von Lyon                                                                             | 77    |       |
| 16. November | Alfons Diener von Schönberg           | deutscher Familien- und Heimatforscher                                                                                     | 57    |       |
| 17. November | John Bowers                           | US-amerikanischer Film- und Theaterschauspieler                                                                            | 50    |       |
| 17. November | Alexandros Papanastasiou              | griechischer Politiker und Ministerpräsident                                                                               | 60    |       |
| 17. November | Maurice Reymond de Broutelles         | Schweizer Bildhauer, Maler und Radierer                                                                                    | 74    |       |
| 17. November | Roger Salengro                        | französischer Politiker, Mitglied der Nationalversammlung, Minister                                                        | 46    |       |
| 17. November | Ernestine Schumann-Heink              | österreichisch-amerikanische Opernsängerin (Alt)                                                                           | 75    |       |
| 18. November | Eugen Bregant                         | österreichischer Generalmajor                                                                                              | 61    |       |
| 18. November | Richard Herz                          | deutscher Chemiker | 69    |       |
| 18. November | Ferdinand Redler                      | österreichischer Rechtsanwalt und Landeshauptmann Vorarlbergs                                                              | 60    |       |
| 18. November | Johannes Stumpf                       | deutscher Techniker und Dampfmaschinenbauer                                                                                | 74    |       |
| 19. November | Elijah S. Grammer                     | US-amerikanischer Politiker                                                                                                | 68    |       |
| 19. November | Louis-Arsène Lavallée                 | kanadischer Politiker | 75    |       |
| 20. November | Buenaventura Durruti                  | spanischer Syndikalist und anarchistischer Revolutionär                                                                    | 40    |       |
| 20. November | Walter von Hippel                     | preußischer Landrat | 64    |       |
| 20. November | Ottilie Klimek                        | US-amerikanische Serienmörderin in Chicago                                                                                 |       |       |
| 20. November | Ludwig Manzel                         | deutscher Bildhauer, Maler und Grafiker                                                                                    | 78    |       |
| 20. November | Friedemann von Münchhausen der Ältere | deutscher Landrat | 71    |       |
| 20. November | José Antonio Primo de Rivera          | spanischer Politiker | 33    |       |
| 20. November | Otto Volkmann                         | deutscher Widerstandskämpfer gegen das NS-Regime                                                                           | 27    |       |
| 21. November | Josef Geßl                            | österreichischer Politiker (SdP), Abgeordneter zum Nationalrat                                                             | 71    |       |
| 22. November | Antanas Adomaitis                     | katholischer Geistlicher, Organist und Professor                                                                           | 34    |       |
| 22. November | Bonaventura Berloschnik               | österreichischer Politiker (SDAP), MdL (Burgenland)                                                                        | 52    |       |
| 22. November | Adolph Johannes Fischer               | österreichischer Maler und Schriftsteller                                                                                  | 51    |       |
| 23. November | Hans Hässig                           | Schweizer Politiker (FDP)                                                                                                  | 76    |       |
| 23. November | Martha Koepp-Susemihl                 | deutsche Malerin | 64    |       |
| 23. November | Gotthard Laske                        | deutscher Konfektionär, Bibliophile und Mäzen                                                                              | 54    |       |
| 23. November | Paul Sakmann                          | deutscher Theologe und Politiker                                                                                           | 72    |       |
| 23. November | Jacques Sautereau                     | französischer Krocketspieler                                                                                               | 76    |       |
| 23. November | Karl von Wedel-Parlow                 | deutscher Politiker (NSDAP), MdR, MdL                                                                                      | 63    |       |
| 24. November | Iwan Drjapatschenko                   | ukrainischer Maler und Grafiker                                                                                            | 55    |       |
| 24. November | Jens Arnold Diderich Jensen           | dänischer Marineoffizier, Polarforscher, Autor und Beamter                                                                 | 87    |       |
| 24. November | Horacio Abadie Santos                 | uruguayischer Politiker | 50    |       |
| 25. November | Édouard Goursat                       | französischer Mathematiker                                                                                                 | 78    |       |
| 26. November | Salvador Betervide                    | uruguayischer Politiker | 33    |       |
| 26. November | Josef Luksch                          | österreichischer Politiker (DnP), Abgeordneter zum Nationalrat                                                             | 74    |       |
| 26. November | Albrecht Mendelssohn Bartholdy        | deutscher Rechts- und Politikwissenschaftler                                                                               | 62    |       |
| 26. November | Billy Papke                           | US-amerikanischer Boxer, Weltmeister im Mittelgewicht                                                                      | 50    |       |
| 26. November | Woldemar Vitzthum von Eckstädt        | sächsischer Generalleutnant                                                                                                | 73    |       |
| 27. November | Edward Bach                           | englischer Mediziner, Bakteriologe und Immunologe                                                                          | 50    |       |
| 27. November | Berthold Bretholz                     | Landeshistoriker von Mähren und Direktor des Landesarchivs in Brünn                                                        | 74    |       |
| 27. November | Martin Paul Müller                    | deutscher Maler und Grafiker                                                                                               | 64    |       |
| 27. November | Wilhelm Matthäus Schmidt              | österreichischer Physiker, Meteorologe, Klimatologe und Direktor der Zentralanstalt für Meteorologie und Geodynamik (ZAMG) | 53    |       |
| 27. November | Robert de Vogüé                       | französischer Geschäftsmann, Funktionär, Politiker und Marineoffizier                                                      | 66    |       |
| 27. November | Basil Zaharoff                        | griechischer Waffenhändler und Besitzer der Spielbank Monte Carlo                                                          | 87    |       |
| 28. November | Lothar Bechstein                      | Schweizer Maler | 52    |       |
| 28. November | Juan José Caballero Rodríguez         | spanischer Oblate der Makellosen Jungfrau Maria, Märtyrer                                                                  | 24    |       |
| 28. November | George W. Clarke                      | US-amerikanischer Politiker                                                                                                | 84    |       |
| 28. November | Gregorio Escobar García               | spanischer Oblate der Makellosen Jungfrau Maria, Märtyrer                                                                  | 24    |       |
| 28. November | Vicente Blanco Guadilla               | spanischer Oblate der Makellosen Jungfrau Maria, Märtyrer                                                                  | 54    |       |
| 28. November | Ángel Francisco Bocos Hernández       | spanischer Oblate der Makellosen Jungfrau Maria, Märtyrer                                                                  | 53    |       |
| 28. November | Eduard Hoffmann-Krayer                | Schweizer Volkskundler und Mediävist                                                                                       | 71    |       |
| 28. November | Francisco Esteban Lacal               | spanischer Oblate der Makellosen Jungfrau Maria, Märtyrer                                                                  | 48    |       |
| 28. November | Publio Rodríguez Moslares             | spanischer Oblate der Makellosen Jungfrau Maria, Märtyrer                                                                  | 24    |       |
| 28. November | Justo Gil Pardo                       | spanischer Oblate der Makellosen Jungfrau Maria, Märtyrer                                                                  | 26    |       |
| 28. November | Marcelino Sánchez Fernández           | spanischer Oblate der Makellosen Jungfrau Maria, Märtyrer                                                                  | 25    |       |
| 29. November | Wilhelm Friedmann                     | deutsch-österreichischer Ingenieur                                                                                         | 49    |       |
| 29. November | Alex Otto                             | deutscher Schauspieler | 75    |       |
| 30. November | Hermann Bagge                         | deutscher Politiker (DVP), MdHB                                                                                            | 69    |       |
| 30. November | Georg Fehleisen                       | deutscher Architekt | 43    |       |
| 30. November | Lorenz Goebel                         | deutscher Konditor und Fabrikant                                                                                           | 83    |       |
| 30. November | Fred W. Green                         | US-amerikanischer Politiker, Gouverneur von Michigan                                                                       | 65    |       |
| 30. November | Gustav Oberlaender                    | deutsch-amerikanischer Unternehmer und Mäzen                                                                               | 69    |       |
| 30. November | Johan Turi                            | samischer Schriftsteller                                                                                                   | 82    |       |

## Dezember
| Tag          | Name                                     | Beruf, bekannt als | Alter | Beleg |
| ------------ | ---------------------------------------- | --- | ----- | ----- |
| 1. Dezember  | Valdemar Ammundsen                       | dänischer lutherischer Theologe und Bischof                                                                                  | 61    |       |
| 1. Dezember  | Hans Beimler                             | deutscher Politiker (KPD), MdR und politischer Kommissar                                                                     | 41    |       |
| 1. Dezember  | Hugh Kennedy                             | irischer Politiker (Cumann na nGaedheal), Generalstaatsanwalt und Chief Justice                                              | 57    |       |
| 2. Dezember  | Ernst Moeller                            | deutscher Architekt und preußischer Baubeamter                                                                               | 78    |       |
| 2. Dezember  | Karl Moll                                | deutscher Politiker | 52    |       |
| 3. Dezember  | Minna Bichler                            | österreichische Theaterschauspielerin                                                                                        | 79    |       |
| 3. Dezember  | Joseph Franklin Biddle                   | US-amerikanischer Politiker                                                                                                  | 65    |       |
| 3. Dezember  | Auguste Danne                            | deutsche Schriftstellerin | 77    |       |
| 4. Dezember  | Charles Legeyt Fortescue                 | kanadischer Elektrotechniker                                                                                                 | 60    |       |
| 4. Dezember  | Therese Seehofer                         | österreichisch-deutsche Opernsängerin (Sopran)                                                                               | 90    |       |
| 5. Dezember  | Glover H. Cary                           | US-amerikanischer Politiker                                                                                                  | 51    |       |
| 5. Dezember  | Albert Köhler                            | deutscher Sanitätsoffizier und Hochschullehrer                                                                               | 86    |       |
| 5. Dezember  | Oscar Wisting                            | norwegischer Polarforscher                                                                                                   | 65    |       |
| 6. Dezember  | Emil Adamič                              | jugoslawischer Komponist | 58    |       |
| 6. Dezember  | Ludwig Friedrich Franz Beckhaus          | deutscher Jurist, Landrat und Vizepräsident des Rechnungshofs des Deutschen Reiches                                          | 83    |       |
| 6. Dezember  | Alexandre-François-Louis Cailler         | Schweizer Unternehmer der Schokoladenindustrie und Nationalrat (FDP)                                                         | 70    |       |
| 6. Dezember  | John Dickson-Poynder, 1. Baron Islington | Politiker, Gouverneur von Neuseeland und Kolonialbeamter                                                                     | 70    |       |
| 6. Dezember  | Alexander Wiktorowitsch Satajewitsch     | russisch-sowjetischer Ethnograph und Komponist                                                                               | 67    |       |
| 6. Dezember  | Leylâ Saz                                | türkische Komponistin |       |       |
| 7. Dezember  | Davide Campari                           | italienischer Likörhersteller                                                                                                | 69    |       |
| 7. Dezember  | Charles Holmes                           | englischer Kunsthistoriker, Museumsdirektor und Künstler                                                                     | 68    |       |
| 7. Dezember  | Eugen Jaekle                             | deutscher Politiker | 66    |       |
| 7. Dezember  | Paul von Laer                            | preußischer Landrat | 73    |       |
| 7. Dezember  | Valentí Marín                            | spanischer Notar, Schachspieler, Schachkomponist und Sachbuchautor                                                           | 64    |       |
| 7. Dezember  | Wassyl Stefanyk                          | ukrainischer Schriftsteller                                                                                                  | 65    |       |
| 7. Dezember  | Alfred Wiedemann                         | deutscher Ägyptologe | 80    |       |
| 8. Dezember  | Ferdinand Baldia                         | österreichischer Baumeister und Architekt in Wien                                                                            | 76    |       |
| 8. Dezember  | William C. Carl                          | US-amerikanischer Organist und Musikpädagoge                                                                                 | 71    |       |
| 8. Dezember  | Ferdinand von Fellner-Feldegg            | österreichischer Autor und Architekt                                                                                         | 81    |       |
| 8. Dezember  | Nils Johansson                           | schwedischer Eishockeytorwart                                                                                                | 32    |       |
| 8. Dezember  | Domenico Maria Mezzadri                  | italienischer Geistlicher, Bischof von Chioggia                                                                              | 69    |       |
| 8. Dezember  | Josef Stübben                            | deutscher Architekt, Stadtplaner und Hochschullehrer                                                                         | 91    |       |
| 9. Dezember  | Juan de la Cierva                        | spanischer Luftfahrtpionier                                                                                                  | 41    |       |
| 9. Dezember  | Louis Munroe Dennis                      | US-amerikanischer Chemiker                                                                                                   | 73    |       |
| 9. Dezember  | Harold Kauffman                          | US-amerikanischer Tennisspieler                                                                                              | 60    |       |
| 9. Dezember  | Arvid Lindman                            | schwedischer Politiker, Mitglied des Riksdag und Ministerpräsident                                                           | 74    |       |
| 9. Dezember  | Lottie Pickford                          | US-amerikanische Schauspielerin                                                                                              | 43    |       |
| 9. Dezember  | Josef Stöckler                           | österreichischer Politiker (CSP), Landtagsabgeordneter, Abgeordneter zum Nationalrat, Mitglied des Bundesrates               | 70    |       |
| 9. Dezember  | Magnus Wegelius                          | finnischer Turner und Sportschütze                                                                                           | 52    |       |
| 9. Dezember  | Blanche Emily Wheeler                    | US-amerikanische Archäologin                                                                                                 | 66    |       |
| 9. Dezember  | Franz P. Wiedemann                       | deutscher Autor | 50    |       |
| 10. Dezember | Luigi Pirandello                         | italienischer Schriftsteller                                                                                                 | 69    |       |
| 10. Dezember | Hubert Schnofl                           | österreichischer Politiker (SDAPDÖ), Landtagsabgeordneter, Mitglied des Bundesrates                                          | 68    |       |
| 10. Dezember | Hans Stumme                              | deutscher Orientalist und Linguist                                                                                           | 72    |       |
| 10. Dezember | Max Türkheimer                           | deutscher Ingenieur und Unternehmer                                                                                          | 76    |       |
| 10. Dezember | Leon Wasilewski                          | polnischer Politiker (PPS)                                                                                                   | 66    |       |
| 10. Dezember | Bruno Weyer                              | deutscher Marineoffizier | 79    |       |
| 11. Dezember | Simon Krannig                            | Schweizer Industrieller, Komponist und Chorleiter                                                                            | 70    |       |
| 11. Dezember | Ernst Müller-Scheessel                   | deutscher Künstler und Hochschullehrer                                                                                       | 73    |       |
| 12. Dezember | Ernst Bodensteiner                       | deutscher Altphilologe und Gymnasiallehrer                                                                                   | 67    |       |
| 12. Dezember | John Knight Fotheringham                 | britischer Historiker | 62    |       |
| 12. Dezember | Johann von Lessel                        | deutscher Kapitän zur See im Ersten Weltkrieg, Politiker (DVFB) und MdL im Freistaat Mecklenburg-Schwerin (1924–1926)        | 63    |       |
| 13. Dezember | Ludwig Bachelin                          | preußischer Generalleutnant                                                                                                  | 84    |       |
| 13. Dezember | Otto Schwerin                            | deutscher Schriftsteller | 46    |       |
| 13. Dezember | Friedrich Vitzthum von Eckstädt          | deutscher Politiker, letzter Präsident der I. Kammer des Sächsischen Landtags, letzter Majoratsherr auf Schloss Lichtenwalde | 81    |       |
| 14. Dezember | Joseph Bloch                             | deutscher Herausgeber (SPD)                                                                                                  | 65    |       |
| 14. Dezember | Alfred Robb                              | englischer Physiker | 63    |       |
| 15. Dezember | Jacques Grüber                           | französischer Glasmaler | 66    |       |
| 15. Dezember | Fritz Rémond senior                      | deutscher Theaterschauspieler, Opernsänger (Tenor) und Theaterdirektor                                                       | 72    |       |
| 15. Dezember | Walter Willhöfft                         | deutscher Reichsgerichtsrat                                                                                                  | 63    |       |
| 16. Dezember | Frank Eugene                             | US-amerikanischer Fotograf, Maler und Radierer                                                                               | 71    |       |
| 16. Dezember | Siegfried Kawerau                        | deutscher Pädagoge und Schulreformer                                                                                         | 50    |       |
| 16. Dezember | Lorenz Schertler                         | österreichischer Politiker (CS), Abgeordneter zum Vorarlberger Landtag                                                       | 79    |       |
| 16. Dezember | Alexei Nikolajewitsch Sewerzow           | russischer Paläontologe und Zoologe                                                                                          | 70    |       |
| 16. Dezember | Alois Zanaschka                          | österreichischer Politiker                                                                                                   | 66    |       |
| 17. Dezember | Georg Christian                          | deutscher Landwirt und Politiker (DNVP, CNBL), MdL                                                                           | 69    |       |
| 17. Dezember | Helene von Grunelius                     | deutsche anthroposophische Ärztin                                                                                            | 39    |       |
| 17. Dezember | Albert Harriehausen                      | deutscher Landwirt und Politiker, MdR                                                                                        | 90    |       |
| 17. Dezember | Adolf Heilberg                           | deutscher Rechtsanwalt und Politiker                                                                                         | 78    |       |
| 17. Dezember | Heinrich Neukirch                        | deutscher Bauingenieur und Hochschullehrer in Graz                                                                           | 41    |       |
| 18. Dezember | Kamalakanta Bhattacharya                 | assamesischer Sänger, Dichter und Denker                                                                                     | 82    |       |
| 18. Dezember | Peter Lippert (Jesuit)                   | deutscher römisch-katholischer Priester, Theologe                                                                            | 57    |       |
| 18. Dezember | Andrija Mohorovičić                      | kroatischer Geophysiker | 79    |       |
| 18. Dezember | Edward Stilgebauer                       | deutscher Journalist und Schriftsteller                                                                                      | 68    |       |
| 18. Dezember | Isaac H. Taylor                          | US-amerikanischer Politiker (Republikanische Partei)                                                                         | 96    |       |
| 18. Dezember | Leonardo Torres Quevedo                  | spanischer Ingenieur und Mathematiker                                                                                        | 83    |       |
| 18. Dezember | Nicolaas van der Waay                    | niederländischer Maler | 81    |       |
| 19. Dezember | Josef Hofbauer                           | österreichischer Architekt                                                                                                   | 61    |       |
| 19. Dezember | Jakob Nussbaum                           | deutsch-jüdischer Maler und Grafiker                                                                                         | 63    |       |
| 19. Dezember | Sigmund Scherdel                         | deutscher Unternehmensgründer                                                                                                | 77    |       |
| 19. Dezember | Maxim Lasarewitsch Schirwindt            | sowjetischer Philosoph |       |       |
| 19. Dezember | Michael Unterguggenberger                | Bürgermeister von Wörgl (Tirol)                                                                                              | 52    |       |
| 19. Dezember | Theodor Wiegand                          | deutscher Klassischer Archäologe                                                                                             | 72    |       |
| 20. Dezember | Georg von Bülow                          | preußischer Offizier, zuletzt Generalmajor                                                                                   | 83    |       |
| 20. Dezember | Elsa Einstein                            | zweite Ehefrau und Cousine von Albert Einstein                                                                               | 60    |       |
| 20. Dezember | Boris Michailowitsch Hessen              | russischer Physiker, Philosoph und Wissenschaftshistoriker                                                                   | 43    |       |
| 20. Dezember | Ferdinand Karsch                         | deutscher Entomologe und Sexualwissenschaftler                                                                               | 83    |       |
| 20. Dezember | Hans Leutelt                             | tschechoslowakischer Radrennfahrer                                                                                           | 22    |       |
| 20. Dezember | Peter Norbeck                            | US-amerikanischer Politiker                                                                                                  | 66    |       |
| 20. Dezember | Friedrich-Karl von Zitzewitz             | deutscher Gutsbesitzer und königlich preußischer Landschaftsdirektor                                                         | 73    |       |
| 21. Dezember | Samuel Eliot Bassett                     | US-amerikanischer Klassischer Philologe                                                                                      | 63    |       |
| 21. Dezember | Stanley Benedict                         | US-amerikanischer Chemiker (Physiologische Chemie)                                                                           | 52    |       |
| 21. Dezember | Otto Jessen                              | deutscher Klassischer Philologe und Publizist                                                                                | 72    |       |
| 21. Dezember | Victor Mezger der Ältere                 | deutscher Maler, Restaurator und Heimatforscher                                                                              | 70    |       |
| 22. Dezember | Dragutin Gorjanović-Kramberger           | kroatischer Geologe und Paläontologe                                                                                         | 80    |       |
| 22. Dezember | Viktor Lebzelter                         | österreichischer Anthropologe und Gegner der NS-Rassentheorie                                                                | 47    |       |
| 22. Dezember | Nikolai Alexejewitsch Ostrowski          | sowjetischer Schriftsteller und Revolutionär                                                                                 | 32    |       |
| 22. Dezember | Assen Slatarow                           | bulgarischer Chemiker | 51    |       |
| 22. Dezember | Johannes Wutzlhofer                      | deutscher Politiker (Bayerischer Bauernbund), bayerischer Landwirtschaftsminister und Abgeordneter des Bayerischen Landtags  | 65    |       |
| 23. Dezember | Simeon D. Fess                           | US-amerikanischer Politiker                                                                                                  | 75    |       |
| 23. Dezember | Heinrich Hierhammer                      | österreichischer Politiker                                                                                                   | 79    |       |
| 23. Dezember | Karel Navrátil                           | tschechischer Komponist | 69    |       |
| 23. Dezember | Hermann Reckendorf                       | deutscher Buchdrucker, Gebrauchsgraphiker und Verlagsbuchhändler und Gründer des Verlags Hermann Reckendorf                  | 56    |       |
| 24. Dezember | Kurt Harter                              | deutscher Politiker (Deutschkonservative Partei, DNVP) und Mitglied des Sächsischen Landtages (1897–1920)                    | 78    |       |
| 24. Dezember | Jan Herben                               | tschechischer Schriftsteller, Verleger, Journalist und Politiker                                                             | 79    |       |
| 24. Dezember | Bernhard Krawinkel                       | deutscher Industrieller und Politiker                                                                                        | 85    |       |
| 24. Dezember | Frances Külpe                            | deutschbaltische Schriftstellerin                                                                                            | 74    |       |
| 24. Dezember | Wolfgang Schulte                         | deutscher Maler und Grafiker                                                                                                 | 25    |       |
| 25. Dezember | Pierre Maurice                           | Schweizer Komponist | 68    |       |
| 25. Dezember | Ole Østervold                            | norwegischer Segler | 64    |       |
| 25. Dezember | Alfred Saltzgeber                        | deutscher katholischer Theologe und Parlamentarier                                                                           | 64    |       |
| 25. Dezember | Carl Stumpf                              | deutscher Philosoph und Psychologe                                                                                           | 88    |       |
| 25. Dezember | Willy Vobach                             | deutscher Verleger | 69    |       |
| 25. Dezember | Arthur Weiße                             | Berliner Botaniker | 75    |       |
| 26. Dezember | Adolf Arenson                            | deutscher Komponist und Anthroposoph                                                                                         | 81    |       |
| 26. Dezember | Gian Bundi                               | Schweizer Märchensammler und -herausgeber, Journalist und Musikkritiker                                                      | 64    |       |
| 26. Dezember | Anton Delius                             | Oberbürgermeister der Stadt Siegen                                                                                           | 86    |       |
| 26. Dezember | Auguste Gampert                          | Schweizer evangelischer Geistlicher und Hochschullehrer                                                                      | 66    |       |
| 27. Dezember | Louis Aubert                             | Schweizer evangelischer Geistlicher und Hochschullehrer                                                                      | 80    |       |
| 27. Dezember | Mehmet Âkif Ersoy                        | türkischer Dichter | 63    |       |
| 27. Dezember | Leopold Oerley                           | österreichischer Techniker                                                                                                   | 58    |       |
| 27. Dezember | Kristina Roy                             | slowakische Schriftstellerin                                                                                                 | 76    |       |
| 27. Dezember | Hans von Seeckt                          | deutscher Generaloberst, Chef der Heeresleitung der Reichswehr, Politiker (DVP), MdR                                         | 70    |       |
| 27. Dezember | Heikki Suolahti                          | finnischer Komponist | 16    |       |
| 27. Dezember | Konrad Trummler                          | deutscher Vizeadmiral der Kaiserlichen Marine                                                                                | 72    |       |
| 27. Dezember | Leon Wyczółkowski                        | polnischer Maler, Grafiker und Illustrator                                                                                   | 84    |       |
| 28. Dezember | Ernest Grosjean                          | französischer Organist und Komponist                                                                                         | 92    |       |
| 28. Dezember | Karl Arthur Hartung                      | deutscher Verwaltungsjurist und Politiker                                                                                    | 77    |       |
| 28. Dezember | Nestor Apollonowitsch Lakoba             | abchasischer Politiker | 43    |       |
| 28. Dezember | Gertrud Nachmann                         | Medizinerin | 53    |       |
| 28. Dezember | Karl Oldenberg                           | deutscher Nationalökonom und Hochschullehrer                                                                                 | 72    |       |
| 29. Dezember | Robert Demachy                           | französischer Bankier, Maler, Fotograf und Schriftsteller                                                                    | 77    |       |
| 29. Dezember | Lucy, Lady Houston                       | britische Philanthropin, politische Aktivistin und Suffragette                                                               | 79    |       |
| 29. Dezember | Wilhelm Jastram                          | deutscher Schriftsteller und Heimatforscher                                                                                  | 76    |       |
| 29. Dezember | Hildur Møller                            | dänische Stummfilmschauspielerin                                                                                             | 51    |       |
| 29. Dezember | Oskar Oberwalder                         | österreichischer Denkmalpfleger und Kunsthistoriker                                                                          | 53    |       |
| 29. Dezember | Theodor Pfeiffer                         | deutscher Komponist, Dirigent, Organist, Chorleiter und Musikpädagoge                                                        | 61    |       |
| 29. Dezember | Fritz van der Venne                      | deutscher Tier-, Landschafts- und Genremaler                                                                                 | 63    |       |
| 30. Dezember | Friedrich von Österreich-Teschen         | österreichischer Erzherzog, Heerführer und Unternehmer                                                                       | 80    |       |
| 30. Dezember | Arthur Obst                              | deutscher Lehrer und Journalist                                                                                              | 70    |       |
| 30. Dezember | Hugo Spitzer                             | österreichischer Philosoph und Soziologe                                                                                     | 82    |       |
| 30. Dezember | Ronald Thomas                            | australischer Tennisspieler                                                                                                  | 48    |       |
| 31. Dezember | Ainsworth O’Brien Moore                  | US-amerikanischer Klassischer Philologe                                                                                      | 39    |       |
| 31. Dezember | Henry Stanley Plummer                    | US-amerikanischer Internist und Endokrinologe                                                                                | 62    |       |
| 31. Dezember | Rudolf Meyer Riefstahl                   | deutsch-amerikanischer Kunsthistoriker                                                                                       | 56    |       |
| 31. Dezember | Miguel de Unamuno                        | spanischer Philosoph | 72    |       |
| 31. Dezember | Jack Underwood                           | US-amerikanischer American-Football-Spieler                                                                                  | 42    |       |
|              | Alexander Lebzelter                      | österreichischer Eishockey- und Bandyspieler                                                                                 |       |       |